# П'єр-Луї Ліон
 П'єр-Луї Ліон(народився 11 серпня 1956 р. в Грас, Приморські Альпи) — французький математик. Його батьками були Жак-Луї Ліон, математик і в той час професор університету Нансі, який, зокрема, став президентом Міжнародного математичного союзу, і Андре Олів'є, його дружина. Він закінчив Вищу нормальну школу в 1977. Він отримав докторський ступінь в Університеті Пьєра й Марії Кюрі в 1979 році. Ліона занесено до списку найцитованіших дослідників.
Він вивчає теорію нелінійних диференціальних рівнянь з частинними похідними, і отримав премію Філдса за свої математичні праці в 1994 році, працюючи в Університеті Париж-Дофін. Ліон був першим, хто дав повне розв'язання рівняння Больцмана з доведенням. Інші нагороди Ліона включають IBM премію в 1987 році і премію Філіпа Моріса в 1991 році. Він почесний доктор Херіот-Уотта університету в Единбурзі і Міського університету Гонконгу. В наш час[коли?] він займає посаду професора кафедри диференціальні рівняння з частинними похідними та їх застосувння в престижному Колеж де Франс в Парижі, а також посаду в Політехнічній школі.
У статті "В'язкість розв'язків рівнянь Гамільтона-Якобі" (1983), написаної спільно з Майклом Крандаллом, він ввів поняття в'язкості розв'язків. Це мало великий вплив на теорію диференціальних рівнянь.